# Climent d'Alexandria
Titus Flavi Clement (llatí: Titus Flavius Clemens), més conegut com a Climent d'Alexandria (grec antic: Κλήμης ὁ Ἀλεξανδρεύς) (c. 150 - c. 215 dC), va ser un teòleg i filòsof cristià que va ensenyar a l'Escola Catequètica d'Alexandria. Entre els seus deixebles hi havia Orígenes i Alexandre de Jerusalem. Convertit al cristianisme, era un home educat que coneixia la filosofia i la literatura clàssiques gregues. Com demostren les seves tres grans obres, Clement va ser influït per la filosofia hel·lenística en major mesura que qualsevol altre pensador cristià del seu temps, i en particular, per Plató i els estoics. Les seves obres secretes, que només existeixen en fragments, suggereixen que coneixia l'esoterisme jueu precristià i el gnosticisme. En una de les seves obres va argumentar que la filosofia grega tenia el seu origen entre els no grecs, afirmant que tant Plató com Pitàgores havien estat ensenyats per erudits egipcis.
Climent se sol considerar com un Pare de l'Església. És venerat com a sant en el cristianisme copte, el catolicisme oriental, el cristianisme etíop i l'anglicanisme. Va ser venerat pel catolicisme occidental fins al 1586, quan el papa Sixt V va retirar el seu nom del martirologi romà per consell de Baroni. L'Església Ortodoxa Oriental va aturar oficialment qualsevol veneració de Climent d'Alexandria al segle x.

## Biografia
Ni la data de naixement ni el lloc de naixement de Clement es coneixen amb cert grau de certesa. Es conjectura que va néixer cap al 150 dC. Segons Epifani de Salamina, va néixer a Atenes, però també hi ha una tradició de naixement alexandrí.
Els seus pares eren pagans i Climent es convertí al cristianisme. Al Protrepticus mostra un ampli coneixement de la religió grega i les religions mistèrica, que només podrien haver sorgit de la pràctica de la religió de la seva família.
Havent rebutjat el paganisme de jove a causa de la seva percepció de corrupció moral, va viatjar a Grècia, Àsia Menor, Palestina i Egipte. Els viatges de Climent eren principalment per una qüestió religiosa. A Grècia, es va trobar amb un teòleg jònic, que ha estat identificat com Atenàgores d'Atenes; mentre que a l'est, va ser ensenyat per un assiri, de vegades identificat amb Tatià, i un jueu, possiblement Teòfil de Cesarea.
Cap al 180 dC, Climent va arribar a Alexandria, on va conèixer a Pantè d'Alexandria, que va ensenyar a l'Escola Catequètica d'Alexandria. Eusebi suggereix que Pantaenus era el cap de l'escola, però existeix controvèrsia sobre si les institucions de l'escola es van formalitzar d'aquesta manera abans de l'època d'Orígenes. Climent va estudiar sota Pantaenus, i va ser ordenat al sacerdoci pel papa Julià abans del 189. En cas contrari, pràcticament no se sap res de la vida personal de Climent a Alexandria. Pot haver estat casat, una conjectura recolzada pels seus escrits.
Durant les persecucions severianes del 202 al 203, Climent va deixar Alexandria. El 211, Alexandre de Jerusalem va escriure una carta encomanant-lo a l'Església d'Antioquia, que pot implicar que Climent vivia a Capadòcia o Jerusalem en aquell moment. Es desconeix la data i el lloc de la seva mort.

## Obres teològiques

Klementos Alexandreos ta heuriskomena (1715)

### Trilogia
Tres de les principals obres de Climent han sobreviscut complertes i són referides col·lectivament com la trilogia:
- el Protrepticus (Exortació) – escrit vers el 195[17]
- el Paedagogus (Tutor) – escrit vers el 198[17]
- el Stromata (Miscel·lànies) – escrit vers el 198 -203[17]

#### Protrepticus

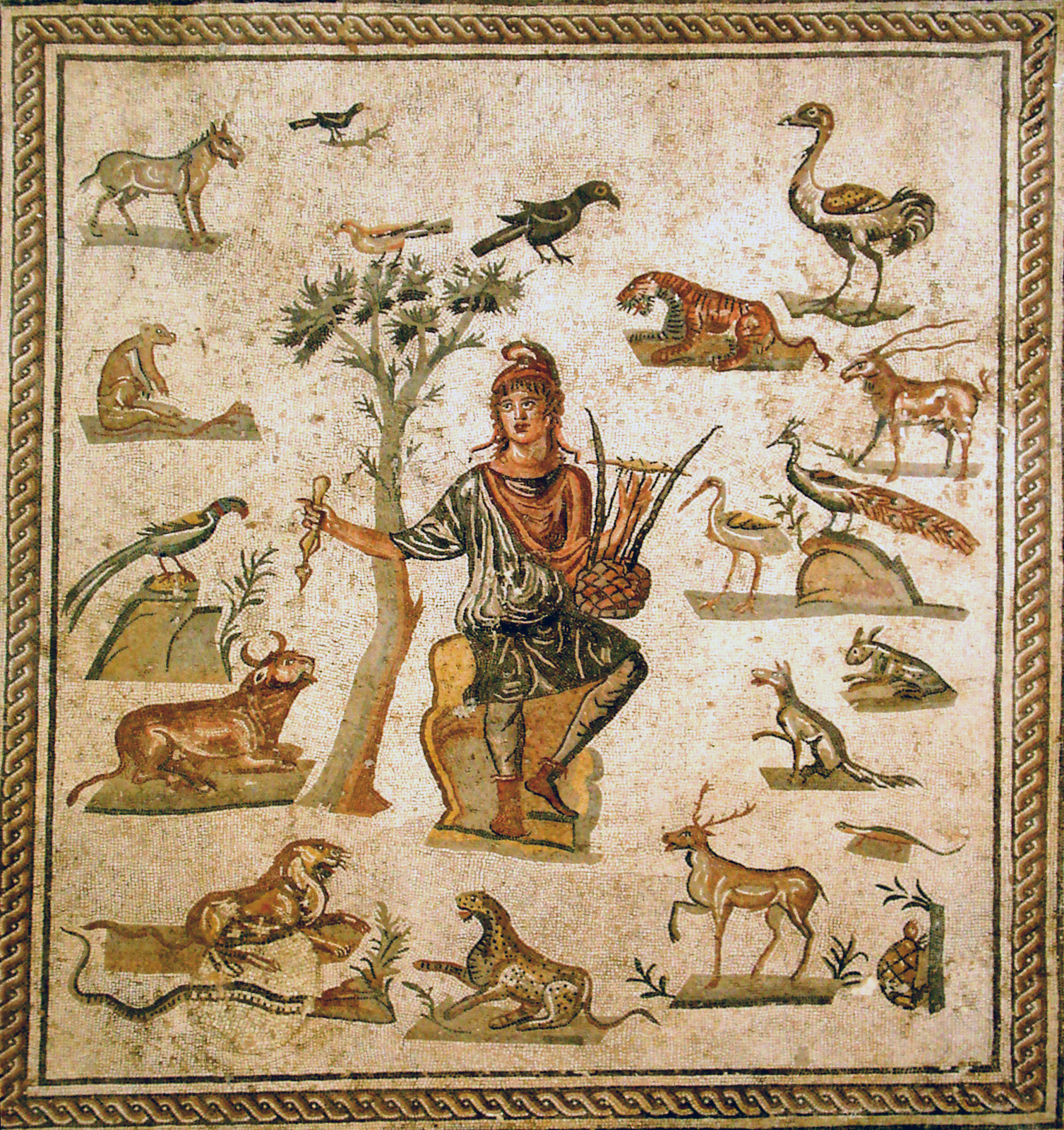
Els misteris òrfics s'utilitzen com a exemple dels falsos cultes del paganisme grec al Protrepticus.

El Protrepticus és, com el seu títol indica, una exhortació als pagans de Grècia perquè adoptin el cristianisme. Al seu si, Climent demostra el seu extens coneixement de la mitologia i la teologia paganes. És principalment important a causa de l'exposició de Climent de la religió com a fenomen antropològic. Després d'una breu discussió filosòfica, s'obre amb una història de la religió grega en set etapes. Climent suggereix que al principi, els humans van creure erròniament que el Sol, la Lluna i altres cossos celestials eren deïtats. La següent etapa de desenvolupament va ser l'adoració dels productes de l'agricultura, de la qual sosté que van sorgir els cultes de Demèter i Dionís. Els humans van pagar reverència a la venjança i van divinitzar els sentiments humans d'amor i por, entre d'altres. En la següent etapa, els poetes Hesíode i Homer intenten enumerar les deïtats; la teogonia d'Hesíode que dona el nombre de dotze. Finalment, els humans van arribar a una fase en què van proclamar altres, com Asclepi i Hèracles, com a divinitats. Sobre la idolatria, Climent sosté que els objectes de la religió primitiva eren fusta i pedra sense forma, i els ídols van sorgir així quan es van esculpir aquests elements naturals. Seguint a Plató, Climent és crític amb totes les formes d'art visual, suggerint que les obres d'art no són més que il·lusions i "joguines mortals".
Climent critica el paganisme grec al Protrepticus sobre la base que les seves divinitats són falsos i pobres exemples morals. Ataca les religions misterioses pel seu ritualisme i misticisme. En particular, els adoradors de Dionís són ridiculitzats per ell pels seus rituals basats en la família (com l'ús de joguines infantils en cerimònia). Suggereix en alguns punts que les deïtats paganes es basen en humans, però en altres ocasions suggereix que són dimonis misantròpics, i cita diverses fonts clàssiques en suport d'aquesta segona hipòtesi. Climent, com molts pares de les esglésies pre-nicenes, escriu favorablement sobre Euhemerus i altres filòsofs racionalistes, basant-se en que almenys veien els defectes del paganisme. No obstant això, la seva màxima lloança està reservada a Plató, les opinions apofàtiques de Déu prefiguren el cristianisme.
La figura d'Orfeu és destacada en tota la narrativa del Protrepticus, i Climent contrasta el cant d'Orfeu, que representa la superstició pagana, amb el Logos diví de Crist. Segons Climent, només mitjançant la conversió al cristianisme es pot participar plenament en el Logos, que és la veritat universal.

#### Paedagogus

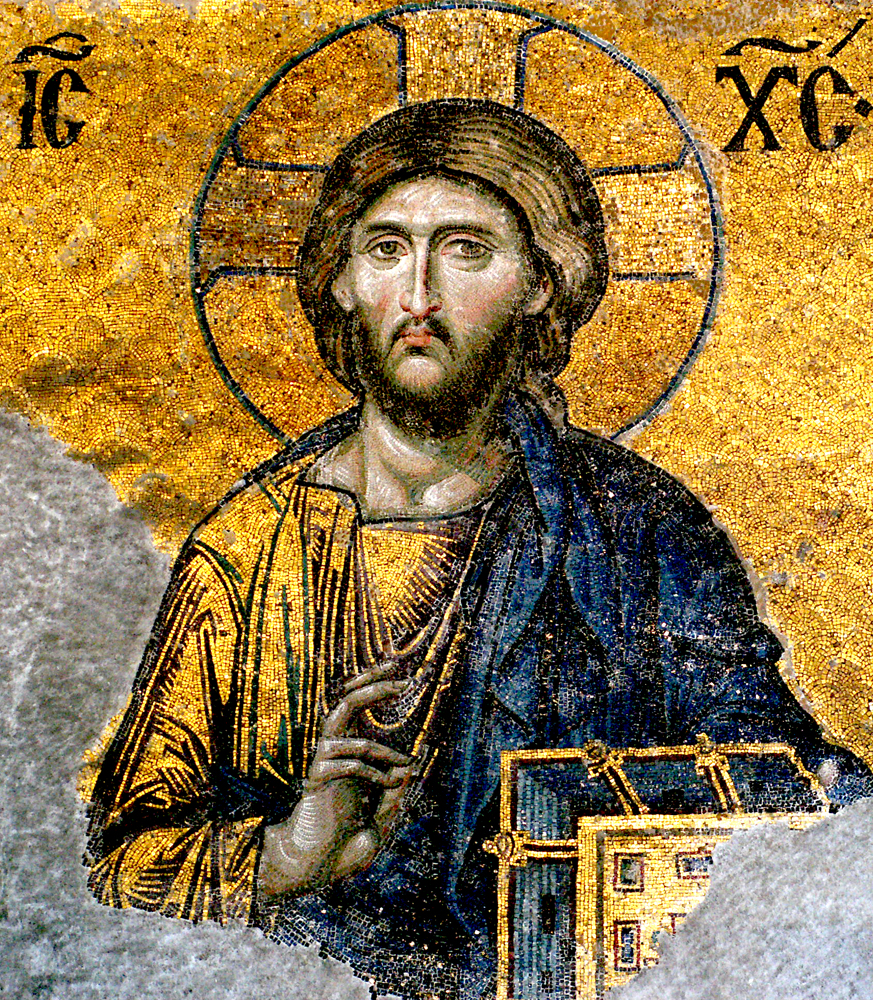
Crist, el Logos encarnat, és el Paedagogus del títol de l'obra..

El títol d'aquesta obra, traduïble com a "tutor", es refereix a Crist com el mestre de tots els humans i presenta una metàfora extensa dels cristians com a nens. No és simplement instructiu: Climent té la intenció de mostrar com el cristià hauria de respondre de forma autèntica a l'Amor de Déu. Seguint Plató (La República 4: 441), divideix la vida en tres elements: caràcter, accions i passions. El primer tractat al Protrepticus, dedica el Paedagogus a les reflexions sobre el paper de Crist en ensenyar als humans a actuar moralment i a controlar les seves passions. Malgrat la seva naturalesa explícitament cristiana, l'obra de Climent parteix de la filosofia estoica i la literatura pagana; només Homer és citat més de seixanta vegades a l'obra.
Tot i que Crist, com un ésser humà, està fet a imatge de Déu, ell sol comparteix la semblança de Déu Pare. Crist és alhora sense màcula i apàtic i, per tant, esforçant-se per imitar Crist, es pot aconseguir la salvació. Per a Climent, el pecat és involuntari i, per tant, irracional [άλογον], eliminat només mitjançant la saviesa del Logos. La guia de Déu per allunyar-se del pecat és, doncs, una manifestació de l'amor universal de Déu per la humanitat. El joc de paraules en λόγος i άλογον és característic de l'escriptura de Climent i pot estar arrelat a la creença epicuria que les relacions entre paraules reflecteixen profundament les relacions entre els objectes que signifiquen.
Climent defensa la igualtat de sexes, basant-se que la salvació s'estén a tots els humans per igual. Inusualment, suggereix que Crist no és ni femella ni home, i que Déu Pare té aspectes tant femenins com masculins: l'eucaristia es descriu com a llet del pit (Crist) del Pare. Climent dona suport a que les dones tenen un paper actiu en el lideratge de l'església i proporciona una llista de dones que considera inspiradores, que inclou figures bíbliques i clàssiques gregues. S'ha suggerit que les opinions progressistes de Climent sobre el gènere tal com s'exposaven al Paedagogus estaven influïdes pel gnosticisme, no obstant això, més endavant en l'obra, argumenta contra els gnòstics que la fe, no el coneixement esotèric [γνῶσις], és necessària per a la salvació. Segons Climent, és gràcies a la fe en Crist que s'il·lumina i es coneix Déu.
Al segon llibre, Climent proporciona regles pràctiques per viure una vida cristiana. Argumenta contra la excessiva alimentació i a favor de les bones maneres de taula. Tot i prohibir l'embriaguesa, promou el consum d'alcohol amb moderació després de 1Tim 5:23. Climent defensa una manera de viure senzilla d'acord amb la innata senzillesa del monoteisme cristià. Condemna els mobles i la roba elaborats i costosos, i defensa la música i els perfums excessivament apassionats, però Climent no creu en l'abandonament dels plaers mundans i defensa que el cristià hauria de ser capaç d'expressar l'alegria per la creació de Déu mitjançant l'alegria i la festa. S'oposa al port de garlandes, perquè la recollida de les flors mata finalment una bella creació de Déu, i la garlanda s'assembla a la corona d'espines. Climent tracta el sexe amb certa durada. Argumenta que tant la promiscuïtat com l'abstinència sexual no són naturals i que l'objectiu principal de la sexualitat humana és la procreació. Argumenta que s'haurien d'evitar l'adulteri, el coit amb dones embarassades, el concubinatge, l'homosexualitat i la prostitució, ja que no contribuiran a la generació de descendents legítims.
En el seu tercer llibre, Climent continua seguint una línia similar, condemnant els cosmètics al considerar que s'ha de procurar embellir l'ànima, no el cos. Climent també s'oposa a la tintura del cabell masculí i a la depilació masculina com a efeminada. Aconsella escollir acuradament la companyia, per evitar ser corromputs per persones immorals i, tot i que argumenta que la riquesa material no és pecat en si mateixa, és massa probable distreure-la de la riquesa espiritual infinitament més important que es troba en Crist. L'obra acaba amb seleccions d'escriptures que donen suport a l'argument de Climent i, després d'una oració, les lletres d'un himne.

#### Stromata

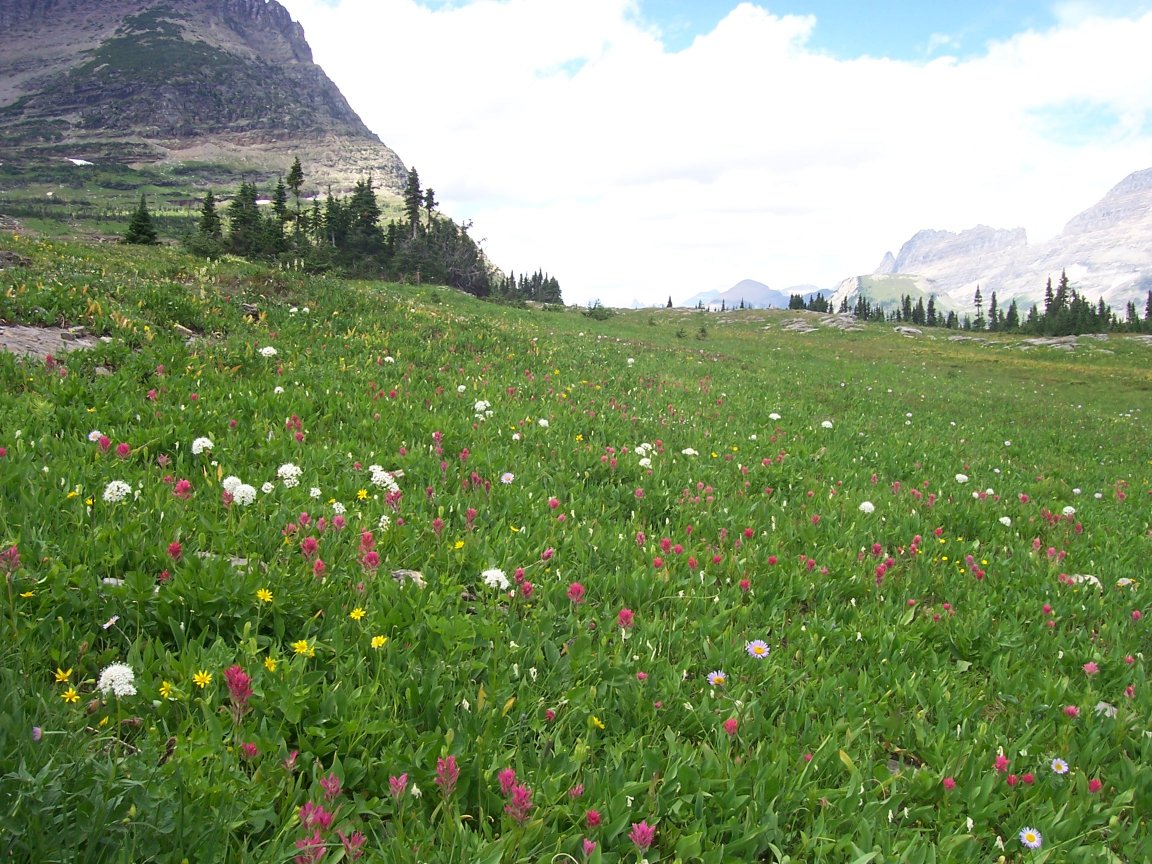
Climent descriu la Stromata com un treball sobre diversos temes que brollen al text com les flors en un prat.

El contingut de la Stromata, tal com indica el seu títol, són diversos. Es discuteix el seu lloc a la trilogia: Climent tenia intenció inicialment d'escriure el Didascul, una obra que complementaria l'orientació pràctica del Paedagogus amb una escolarització més intel·lectual en teologia. La Stromata és menys sistemàtica i ordenada que les altres obres de Climent, i André Méhat ha teoritzat que estava pensat per a un lector esotèric limitat. Tot i que Eusebi va escriure dels vuit llibres de l'obra, només en sobreviuen set. Foci, que va escriure al segle ix, va trobar diversos textos annexats als manuscrits dels set llibres canònics, cosa que va portar Daniel Heinsius a suggerir que el vuitè llibre original s'ha perdut i va identificar el text que es pretenia que pertanyia al vuitè llibre com a fragments dels Hypotyposes.
El primer llibre comença sobre el tema de la filosofia grega. En coherència amb els seus altres escrits, Climent afirma que la filosofia tenia un paper propedeutètic per als grecs, similar a la funció de la llei per als jueus. Aleshores inicia una discussió sobre els orígens de la cultura i la tecnologia gregues, argumentant que la majoria de les figures importants del món grec eren estrangeres i (erròniament) que la cultura jueva era la influència més important a Grècia. En un intent de demostrar la primacia de Moisès Climent ofereix una amplia cronologia del món, en què data el naixement de Crist el 25 d'abril o maig, del 4 al 2 aC, i la creació del món al 5592 aC. Els llibres acaben amb una discussió sobre l'origen de les llengües i la possibilitat d'una influència jueva a Plató.
El segon llibre està dedicat en gran manera als respectius rols de fe i argumentació filosòfica. Climent sosté que, tot i que tots dos són importants, el temor de Déu és el més important, perquè a través de la fe es rep saviesa divina. Per a Climent, les escriptures són una filosofia primitiva innata que es complementa amb la raó humana a través del Logos. La fe és voluntària i la decisió de creure és un pas fonamental crucial per apropar-se a Déu. Mai és irracional, ja que es basa en el coneixement de la veritat del Logos, però tot el coneixement procedeix de la fe, ja que els primers principis són indemostrables fora d'una estructura sistemàtica.
El tercer llibre tracta de l'ascetisme. Discuteix el matrimoni, que es tracta de manera similar al Paedagogus. Climent rebutja l'oposició gnòstica al matrimoni, argumentant que només els homes que no estiguin interessats en les dones haurien de romandre celibats, i que el sexe és un bé positiu si es realitza dins del matrimoni a efectes de procreació. Argumenta que això no sempre ha estat així: la caiguda es va produir perquè Adam i Eva van sucumbir al seu desig l'un de l'altre i van copular abans del temps assignat. Argumenta contra la idea que els cristians haurien de rebutjar la seva família per una vida ascètica, que prové de Lluc, afirmant que Jesús no hauria contradit el precepte "Honra el teu pare i la teva mare", un dels Deu Manaments. Climent conclou que l'ascetisme només es premiarà si la motivació és de naturalesa cristiana i, per tant, l'ascetisme de no cristians com els gimnosòfics és inútil.
Climent comença el quart llibre amb una explicació tardana de la naturalesa desorganitzada de l'obra i fa una breu descripció dels seus objectius per als tres o quatre llibres restants. El quart llibre se centra en el martiri. Tot i que tots els bons cristians no haurien de tenir por de la mort, Climent condemna aquells que busquen activament la mort d'un màrtir, argumentant que no tenen el respecte suficient pel do de la vida de Déu. És ambivalent sobre si alguns cristians creients poden convertir-se en màrtirs en virtut de la forma de la seva mort, o si el martiri està reservat per a aquells que han viscut vides excepcionals. Els marcionites no poden convertir-se en màrtirs, perquè no creuen en la divinitat de Déu Pare, de manera que els seus sofriments són en va. Hi ha llavors una divagació cap al tema de l'epistemologia teològica. Segons Climent, no hi ha manera de provar empíricament l'existència de Déu Pare, perquè el Logos té un significat revelador, no analitzable, tot i que Crist era un objecte dels sentits. Déu no va tenir cap principi i és el primer principi universal.
El cinquè llibre torna al tema de la fe. Climent sosté que la veritat, la justícia i la bondat només les pot veure la ment, no l'ull; la fe és una manera d'accedir a allò que no es pot veure. Destaca que el coneixement de Déu només es pot aconseguir mitjançant la fe un cop esmenades les falles morals. Això és paral·lel a la insistència anterior de Climent que el martiri només el poden aconseguir aquells que practiquen la seva fe en Crist mitjançant bones accions, no aquells que simplement professen la seva fe. Déu transcendeix completament la matèria i, per tant, el materialista no pot conèixer realment Déu. Tot i que Crist era Déu encarnat, és important la comprensió espiritual i no física d'ell.
Al començament del sisè llibre, Climent té la intenció de demostrar que les obres dels poetes grecs provenien dels llibres profètics de la Bíblia. Per tal de reforçar la seva postura que els grecs estaven inclinats cap al plagi, cita nombrosos casos d'apropiació tan inadequada per part d'escriptors grecs clàssics, reportats de segona mà a Sobre el plagi, una obra anònima del segle iii aC atribuïda de vegades a Aretades. Aleshores, Climent divaga sobre el tema del pecat i l'Infern, argumentant que Adam no era perfecte quan es va crear, sinó que tenia el potencial per aconseguir la perfecció. Defensa en general la doctrina de l'universalisme, sostenint que la promesa de salvació de Crist està disponible per a tothom, fins i tot aquells condemnats a l'infern.
El darrer llibre existent comença amb una descripció de la naturalesa de Crist i la del veritable cristià, que pretén ser el més semblant possible tant al Pare com al Fill. Climent critica llavors l'antropomorfisme simplista de la majoria de les religions antigues, citant la famosa descripció de Xenòfanes de les deïtats africanes, traces i egípcies. Indica que les deïtats gregues també podrien tenir el seu origen en la personificació d'objectes materials: Ares que representa el ferro i el vi de Dionís. A continuació, es discuteix la pregària i la relació entre amor i coneixement. Cor 13:8 sembla contradir la caracterització del veritable cristià com a qui sap; però, per a Climent, el coneixement només s'esvaeix en el fet que es troba subsumit per l'amor universal expressat pel cristià en reverència al Creador. Després de Sòcrates, argumenta que el vici sorgeix d'un estat d'ignorància, no pas de la intenció. El cristià és un "treballador de la vinya de Déu", responsable tant del propi camí cap a la salvació com del pròxim. L'obra finalitza amb un ampli passatge contra les divisions i heretgies contemporànies de l'església.

### Altres obres
A més de la gran trilogia, l'única obra existent de Climent és el tractat Salvació per als rics, també conegut com Qui és l'home ric que se salva? Després d'haver començat amb una crítica mordaç sobre els efectes corruptors dels diners i les actituds servils equivocades cap als rics, Climent discuteix les implicacions de Mc 10:25. Els rics no estan convençuts de la promesa de la vida eterna, o desconeixen el conflicte entre la possessió de riquesa material i espiritual, i el bon cristià té el deure de guiar-los cap a una vida millor a través de l'Evangeli. Les paraules de Jesús no s'han de prendre literalment: s'haurien de cercar els significats supercelestials [ὑπερουράνιο which] en els quals es reveli la veritable ruta cap a la salvació. La tinença de riquesa material en si mateixa no és errònia, sempre que s'utilitzi de manera caritativa, però els cristians haurien de tenir cura de no deixar que la seva riquesa domini el seu esperit. És més important renunciar a les passions pecaminoses que a la riquesa externa. Si es vol salvar els rics, tot el que han de fer és seguir els dos manaments i, tot i que la riquesa material no té cap valor per a Déu, es pot utilitzar per alleujar el patiment dels veïns.
Altres treballs coneguts existeixen només en fragments, inclosos els quatre treballs escatològics de la tradició secreta: Hipotips, Excerpta ex Theodoto, Eclogae Propheticae i Adumbraetiones. Aquests cobreixen la jerarquia celestial de Climent, un complex esquema en què l'univers està dirigit per la cara de Déu, sota la qual es troben set protoctists, seguits d'arcàngels, àngels i humans. Segons Jean Daniélou, aquest esquema s'hereta d'un esoterisme judaico-cristià, seguit dels apòstols, que només s'impartia oralment a aquells cristians als quals es podia confiar aquests misteris. Els proctocistes són els primers éssers creats per Déu i actuen com a sacerdots dels arcàngels. Climent els identifica tant com els "Ulls del Senyor" com amb els Trons. Climent caracteritza les formes celestes com a completament diferents de qualsevol cosa terrenal, tot i que sosté que els membres de cada ordre només semblen incorporals als d'ordre inferior. Segons l'Eclogae Propheticae, cada mil anys cada membre de cada ordre puja un grau i, per tant, els humans podem convertir-nos en àngels. Fins i tot els protoctists es poden elevar, tot i que la seva nova posició a la jerarquia no està clarament definida. L'aparent contradicció entre el fet que només hi pugui haver set protoctists, però també un gran nombre d'arcàngels que es promogui al seu ordre, és problemàtica. Una solució moderna considera la història com un exemple d '"apocalipticisme interioritzat": els detalls imagístics no s'han de prendre literalment, sinó com a símbol de la transformació interior.
Coneixem els títols de diverses obres perdudes a causa d'una llista de la Història eclesiàstica d' Eusebi, 6.13.1-3. Inclouen els Esquemes, en vuit llibres, i Contra els judaitzants. D'altres només es coneixen per mencions dels propis escrits de Climent, inclosos Sobre el matrimoni i Sobre la profecia, tot i que pocs són testimonis d'altres escriptors i és difícil separar les obres que pretenia escriure de les que es van acabar.
La carta de Mar Saba va ser atribuïda a Climent per Morton Smith, però encara avui hi ha molt debat sobre si es tracta d'una autèntica carta de Climent, d'un antic pseudepígraf o d'una falsificació moderna. Si era autèntic, el seu significat principal estaria en la seva relació que l'apòstol Marc va venir a Alexandria des de Roma i allà va escriure un evangeli més espiritual, que va confiar a l'Església d'Alexandria a la seva mort; si és genuïna, la carta fa retrocedir la tradició relacionada per Eusebi que connecta Marc amb Alexandria durant un segle.

## Llegat
Eusebi és el primer escriptor per proporcionar un compte de la vida de Climent i treball, a la seva Història eclesiàstica, 5.11.1-5, 6.6.1  Eusebi proporciona una llista d'obres de Climent, informació biogràfica i una gran cita de la Stromata.
Foci I de Constantinoble escriu contra la teologia de Climent a la Bibliotheca, tot i que agraeix l'aprenentatge de Climent i els mèrits literaris de la seva obra. En particular, és molt crític amb els Hypotyposes, una obra d'exegesi bíblica de la qual només han sobreviscut alguns fragments. Foci va comparar el tractat de Climent, que, com les seves altres obres, era altament sincrètic, amb idees d'origen hel·lenístic, jueu i gnòstic, desfavorablement contra l'ortodòxia imperant del segle ix. Entre les idees particulars que Foci considerava herètiques es trobaven:
- La seva creença que la matèria i el pensament són eterns i, per tant, no es van originar a Déu, contradient la doctrina de Creatio ex nihilo[94]
- La seva creença en els cicles còsmics anteriors a la creació del món, seguint Heràclit, que té un origen extra-bíblic[95]
- La seva creença que Crist, com a Logos, va ser creat en algun sentit, contràriament a Jo 1, però seguint a Filó[96]
- La seva ambivalència cap al docetisme, la doctrina herètica que el cos terrenal de Crist era una il·lusió[97]
- La seva creença que Eva va ser creada a partir de l'esperma d'Adam després d'ejacular durant la nit[98]
- La seva creença que Gn 6:2 implica que els àngels es complagueren amb coits amb dones humanes (en la teologia calcedoniana, els àngels es consideren sense sexe)[99]
- La seva creença en la reencarnació, és a dir, en la transmigració de les ànimes[100]

Com un dels primers pares de l'Església que han sobreviscut a les seves obres, és objecte d'una important quantitat de treballs acadèmics recents, centrant-se, entre altres coses, en la seva exegesi de les Escriptures, la seva logologia-teologia i pneumàtica, la relació entre el pensament i la filosofia no cristiana, i la seva influència en Orígenes.

## Obres
Les seves obres conservades són: 
- Λόγος Προτρεπτικός πρὸς Ἑλλῆνας (Oratòria dirigida als grecs).
- Παιδαγωγός (Paidagogos, mestre).
- Στρωματεῖς, o Stromata (Miscel·lànies).
- Τίς ὁ σωζόμενος Πλούσιος (Quis Dives salvetur).

Va escriure també: 
- Ὑποτυπώσεις (8 llibres).
- Περὶ τοῦ πάσχα, (de Paschate).
- περὶ Νηστείας, (de Jejunio).
- περὶ Καταλαλιᾶς, (de Obtrectatione).
- Προτρεπτικὸς εἰς Ὑπομονήν (Exhortatio ad Patientiam). En ella s'esmenta l'escriptor grec Demetrius (Δη?ητριος) com a autor de l'obra Argolica.
- Κανὼν Ἐκκλησιαστικός, (Canon Ecclesiasticus o de Canonibus Ecclesiasticis).
- εἰς τῆν Προφήτην Ἀμώς (Sobre el profeta Amos).
- περὶ Προνοίας i Ὅροι διαφόροι. Potser també cal afegir ὑποτυπώσεις (Adumbrationes).

## Veneració
Fins al segle xvii Climent va ser venerat com a sant a l'Església Catòlica Romana. El seu nom es trobava a les martirologies i la seva festa era el 4 de desembre, però quan el papa Climent VIII va revisar el martirologi romà, el seu nom va ser retirat del calendari per consell del cardenal Baroni. Benet XIV va mantenir aquesta decisió del seu predecessor al considerar que la vida de Climent era poc coneguda, que mai no havia obtingut culte públic a l'Església i que algunes de les seves doctrines eren, per no dir errònies, almenys sospitoses.
Encara que Climent no és àmpliament venerat en el cristianisme oriental, el pròleg d'Ohrid es refereix repetidament a ell com a sant, com ho fan diverses autoritats ortodoxes, inclòs el metropolità grec Kallinikos d'Edessa.
La tradició copta considera Climent un sant. L'Acadèmia Cristiana Ortodoxa Copta de Sant Climent a Nashville, Tennessee, rep el seu nom específicament.
Climent es commemora en l'anglicanisme. A més, la catedral independent de l'Església Catòlica Universal de Dallas està dedicada a ell.